# Cantone di Étréchy
Il Cantone di Étréchy era una divisione amministrativa dell'arrondissement di Étampes.
A seguito della riforma approvata con decreto del 24 febbraio 2014, che ha avuto attuazione dopo le elezioni dipartimentali del 2015, è stato soppresso.

## Composizione
Comprendeva i comuni di:
- Auvers-Saint-Georges
- Bouray-sur-Juine
- Chamarande
- Chauffour-lès-Étréchy
- Étréchy
- Janville-sur-Juine
- Lardy
- Mauchamps
- Souzy-la-Briche
- Torfou
- Villeconin
- Villeneuve-sur-Auvers